# Tour cycliste de Guadeloupe 2012
Le Tour cycliste de Guadeloupe 2012 est la 62e édition du Tour cycliste de Guadeloupe. Il s'est élancé du 3 août de Baie-Mahault et s'est achevé le 12 août 2012 au Lamentin. Il a été remporté par le coureur de l'Union Sportive de Goyave (USG) Ludovic Turpin

## Présentation

### Parcours
Le prologue de l'épreuve, de 4 km, se déroulera pour la première fois dans la zone industrielle de Jarry, le vendredi 3 août. La première étape ralliera Morne-à-l'Eau depuis Baie-Mahault, soit 160 km, via Le Gosier, Saint-François et Anse-Bertrand.
Au lendemain d'une deuxième étape en deux tronçons, dont un contre-la-montre de 20 km autour des Abymes, les concurrents prendront la direction de la Basse-Terre où seront données au total huit arrivées. Ils iront d'abord des Abymes à Goyave, via Le Moule (146 km). Ils se dirigeront ensuite vers Vieux-Habitants pour 136,7 km. L'arrivée de la cinquième étape sera prononcée à Pointe-Noire au bout de 140 km.
Après 151 km et un passage par Pointe-à-Pitre le 9 août, ils retournent vers Bouillante pour la septième étape (144 km). Le samedi 11 août est marqué par deux tronçons. Les coureurs iront de Bouillante à Basse-Terre, le matin (105 km), avant un petit contre-la-montre l'après-midi jusqu'à Saint-Claude (6,3 km). L'arrivée de ce 62e Tour de Guadeloupe est prévue à Lamentin, au bout des 137,6 derniers kilomètres de course le dimanche 12 août, aux environs de 17 heures.

### Équipes
Cette 62e édition du Tour de Guadeloupe comptait 28 équipes inscrites, dont neuf invitées par l'organisateur. Parmi ces dernières, outre les traditionnelles Sélections de la Martinique et de la Guyane, deux équipes professionnelles continentales étaient conviées : l'américaine Chipotle-First Solar Development Team (réserve de l’équipe UCI Pro Garmin-Barracuda) et la japonaise Nippo,.
| \| Nom de l'équipe \| Pays \| Code UCI \| Dir. Sportif \| \| -------------------------------- \| ---------- \| -------- \| ------------------- \| \| Garneau-Québecor \| Canada \| \| Phil Cortes \| \| VC La Pomme Marseille \| France \| \| Freddy Lecarpentier \| \| Chipotle-First Solar Development \| États-Unis \| CDT \| Chann McRae \| \| Nippo \| Japon \| PPO \| Alberto Elli \| \| Velo Passion Humard \| Suisse \| \| Jocelyn Jolidon \| \| Vega Prefabbricati \| Italie \| \| Maurizio Frizzo \| \| Sélection Équateur \| Équateur \| \| Pablo Sarmiento \| \| Sélection Martinique \| France \| \| Moïse Rondel \| \| Sélection Guyane \| France \| \| André Larance \| |            |          |                     |
| Nom de l'équipe | Pays       | Code UCI | Dir. Sportif        |
| Garneau-Québecor | Canada     |          | Phil Cortes         |
| VC La Pomme Marseille | France     |          | Freddy Lecarpentier |
| Chipotle-First Solar Development | États-Unis | CDT      | Chann McRae         |
| Nippo | Japon      | PPO      | Alberto Elli        |
| Velo Passion Humard | Suisse     |          | Jocelyn Jolidon     |
| Vega Prefabbricati | Italie     |          | Maurizio Frizzo     |
| Sélection Équateur | Équateur   |          | Pablo Sarmiento     |
| Sélection Martinique | France     |          | Moïse Rondel        |
| Sélection Guyane | France     |          | André Larance       |

| \| Nom de l'équipe régionale \| Ville \| Dir. sportif \| \| ------------------------------------------- \| -------------------------- \| ----------------------------------- \| \| ACL – Association Cycliste du Levant \| Saint-François \| Isidore Samé \| \| CCSBT – Club Cycliste Sud Basse-Terre \| Basse-Terre \| Éric Toi \| \| Convergence \| Les Abymes \| René Théophile \| \| Équipe région Capesterre-Belle-Eau \| Capesterre-Belle-Eau \| Jean-Luc Retel & Alain Théobald \| \| Équipe région Baie-Mahault \| Baie-Mahault \| Charles Bernier \| \| Excelsior \| Baie-Mahault \| Freddy Urie \| \| JCA – Jeunesse Cycliste des Abymes \| Les Abymes \| Jean-Pierre Sennoaj \| \| Gwada Bikers 118 \| Saint-François \| Max Macambou \| \| Orange USR Vélo – Unité Sainte-Rosienne \| Sainte-Rose \| Philippe Zadigue \| \| PPN – Pédale Pointe-Noirienne \| Pointe-Noire \| Harry Longfort \| \| UCM – Union Cycliste Moule \| Le Moule \| Willy Noyon \| \| USC – Union Sportive Goyavienne \| Goyave \| Gerville Peter \| \| USL – Union Sportive Lamentinoise \| Lamentin \| Riclaude Pensédent \| \| UVMG – Union Vélocipédique Marie Galantaise \| Grand-Bourg, Marie Galante \| Bertin Siroy \| \| UVN – Union Vélocipédique du Nord \| Anse-Bertrand \| Régis Maréchaux & Philippe Palmiste \| \| VCG – Vélo Club Grand-Case \| Grand-Case, Saint-Martin \| Jacques Albina \| \| VCS – Vélo Club Saintannais \| Sainte-Anne \| Ferdinand Trésor \| \| VCTR – Vélo Club Trois-Rivières \| Trois-Rivières \| Gérard Segretier \| \| VO2C – Vélo d'Or du Centre et de la Caraïbe \| Les Abymes \| Georges Balta \| |                            |                                     |
| Nom de l'équipe régionale | Ville                      | Dir. sportif                        |
| ACL – Association Cycliste du Levant | Saint-François             | Isidore Samé                        |
| CCSBT – Club Cycliste Sud Basse-Terre | Basse-Terre                | Éric Toi                            |
| Convergence | Les Abymes                 | René Théophile                      |
| Équipe région Capesterre-Belle-Eau | Capesterre-Belle-Eau       | Jean-Luc Retel & Alain Théobald     |
| Équipe région Baie-Mahault | Baie-Mahault               | Charles Bernier                     |
| Excelsior | Baie-Mahault               | Freddy Urie                         |
| JCA – Jeunesse Cycliste des Abymes | Les Abymes                 | Jean-Pierre Sennoaj                 |
| Gwada Bikers 118 | Saint-François             | Max Macambou                        |
| Orange USR Vélo – Unité Sainte-Rosienne | Sainte-Rose                | Philippe Zadigue                    |
| PPN – Pédale Pointe-Noirienne | Pointe-Noire               | Harry Longfort                      |
| UCM – Union Cycliste Moule | Le Moule                   | Willy Noyon                         |
| USC – Union Sportive Goyavienne | Goyave                     | Gerville Peter                      |
| USL – Union Sportive Lamentinoise | Lamentin                   | Riclaude Pensédent                  |
| UVMG – Union Vélocipédique Marie Galantaise | Grand-Bourg, Marie Galante | Bertin Siroy                        |
| UVN – Union Vélocipédique du Nord | Anse-Bertrand              | Régis Maréchaux & Philippe Palmiste |
| VCG – Vélo Club Grand-Case | Grand-Case, Saint-Martin   | Jacques Albina                      |
| VCS – Vélo Club Saintannais | Sainte-Anne                | Ferdinand Trésor                    |
| VCTR – Vélo Club Trois-Rivières | Trois-Rivières             | Gérard Segretier                    |
| VO2C – Vélo d'Or du Centre et de la Caraïbe | Les Abymes                 | Georges Balta                       |

## Étapes
| Étape                  | Date         | Villes étapes                  | Type                                          | Distance (km) | Vainqueur d’étape | Leader du classement général |
| ---------------------- | ------------ | ------------------------------ | --------------------------------------------- | ------------- | ----------------- | ---------------------------- |
| Prologue               | Ven. 3 août  | Baie-Mahault – Baie-Mahault    | Étape de plaine · Contre-la-montre individuel | 4,0           | Annulé            | Annulé                       |
| 1re étape              | Sam. 4 août  | Baie-Mahault – Morne-à-l'Eau   |                                               | 164,0         | Camille Chancrin  | Camille Chancrin             |
| 2e étape (1er tronçon) | Dim. 5 août  | Morne-à-l'Eau – Les Abymes     |                                               | 102,4         | Steele Von Hoff   | Camille Chancrin             |
| 2e étape (2e tronçon)  | Dim. 5 août  | Les Abymes – Les Abymes        | Contre-la-montre individuel                   | 20,4          | Ludovic Turpin    | Bruno Langlois               |
| 3e étape               | Lun. 6 août  | Les Abymes – Goyave            |                                               | 146,0         | Sébastien Grédy   | Bruno Langlois               |
| 4e étape               | Mar. 7 août  | Goyave – Vieux-Habitants       |                                               | 136,7         | Simone Campagnaro | Bruno Langlois               |
| 5e étape               | Mer. 8 août  | Vieux-Habitants – Pointe-Noire |                                               | 140,0         | Ludovic Turpin    | Ludovic Turpin               |
| 6e étape               | Jeu. 9 août  | Pointe-Noire – Pointe-à-Pitre  |                                               | 151,0         | Bruno Langlois    | Bruno Langlois               |
| 7e étape               | Ven. 10 août | Pointe-à-Pitre – Bouillante    |                                               | 144,0         | Dimitri Déliot    | Ludovic Turpin               |
| 8e étape (1er tronçon) | Sam. 11 août | Bouillante – Basse-Terre       |                                               | 105,0         | Dimitri Déliot    | Ludovic Turpin               |
| 8e étape (2e tronçon)  | Sam. 11 août | Basse-Terre – Saint-Claude     | Contre-la-montre individuel                   | 6,3           | Ludovic Turpin    | Ludovic Turpin               |
| 9e étape               | Dim. 12 août | Lamentin – Lamentin            |                                               | 137,6         | Steele Von Hoff   | Ludovic Turpin               |